# Yunkara inornata
Yunkara inornata är en stekelart som beskrevs av Galloway 1984. Yunkara inornata ingår i släktet Yunkara och familjen Scelionidae. Inga underarter finns listade i Catalogue of Life.